# Итаньянду
Итаньянду (порт. Itanhandu) — муниципалитет в Бразилии, входит в штат Минас-Жерайс. Составная часть мезорегиона Юг и юго-запад штата Минас-Жерайс. Входит в экономико-статистический микрорегион Сан-Лоренсу. Население составляет 14 129 человек на 2006 год. Занимает площадь 143,938 км². Плотность населения — 98,2 чел./км².
Праздник города — 7 сентября.

## История
Город основан 7 сентября 1923 года. 

## Статистика
- Валовой внутренний продукт на 2003 год составляет 160 234 378,00 реалов (данные: Бразильский институт географии и статистики).
- Валовой внутренний продукт на душу населения на 2003 год составляет 11 806,25 реалов (данные: Бразильский институт географии и статистики).
- Индекс развития человеческого потенциала на 2000 год составляет 0,795 (данные: Программа развития ООН).

## География
Климат местности: горный тропический. В соответствии с классификацией Кёппена, климат относится к категории Cwb.